# Brisbane International 2016
Brisbane International 2016 byl společný tenisový turnaj mužského okruhu ATP World Tour a ženského okruhu WTA Tour, hraný v areálu Queensland Tennis Centre na otevřených dvorcích s tvrdým povrchem Plexicushion. Konal se na úvod sezóny mezi 3.  až 10. lednem 2016 v brisbaneském Tennysonu jako osmý ročník turnaje.
Mužská polovina se řadila do kategorie ATP World Tour 250 a její dotace činila 461 330 amerických dolarů. Ženská část s rozpočtem 1 milion dolarů byla součástí kategorie WTA Premier Tournaments. Turnaj představoval první událost Australian Open Series s vrcholem v úvodním grandslamu roku, Australian Open.
Na konci srpna 2015 byla potvrzena účast švýcarského obhájce titulu Rogera Federera a Marie Šarapovové. V polovině října došlo k oznámení dalších startujících, mezi něž se zařadili Marin Čilić, Milos Raonic, Grigor Dimitrov a světová trojka Garbiñe Muguruzaová. Nejvýše nasazenými tenisty v singlových soutěžích se stali třetí hráč žebřčku Roger Federer a světová dvojka Simona Halepová z Rumunska. Posledními přímými účastníky hlavních singlových soutěžích se stali 75. francouzský hráč žebříčku Lucas Pouille a 49. belgická žena klasifikace Yanina Wickmayerová.
Před zahájením turnaje odstoupila Šarapovová pro zranění paže a také Halepová, kterou postihl zánět Achillovy šlachy.
V repríze mužského finále z roku 2015 oplatil Milos Raonic prohru Federerovi a vybojoval trofej. Viktoria Azarenková ovládla ženskou dvouhru dominantním způsobem, když ztratila jen patnáct gamů, nejméně v historii turnaje. Překonala tak tři roky starý rekord Sereny Williamsové. Trofej z mužského debla připadla páru Henri Kontinen a John Peers, jenž titul obhájil. Ženskou čtyřhru vyhrál favorizovaný nejlepší pár světa Martina Hingisová a Sania Mirzaová, který tak sedmým vítězným finále v řadě navázal na sezónu 2015. Vítězky tak ve finále vyhrály 26. zápas za sebou, což se naposledy podařilo páru Gigi Fernándezová a Nataša Zverevová, který v sezóně 1994 dosáhl na sérii 28 zápasů. Angelique Kerberová se stala první hráčkou na turnaji, jež si zahrála finále dvouhry i čtyřhry.

## Rozdělení bodů a finančních odměn

### Rozdělení bodů
| Soutěž       | vítězové | finalisté | semifinalisté | čtvrtfinalisté | 16 v kole | 32 v kole | Q  | Q3 | Q2 | Q1 |
| ------------ | -------- | --------- | ------------- | -------------- | --------- | --------- | -- | -- | -- | -- |
| dvouhra mužů | 250      | 150       | 90            | 45             | 20        | 0         | 12 | 6  | 0  | 0  |
| čtyřhra mužů | 250      | 150       | 90            | 45             | 0         |           |    |    |    |    |
| dvouhra žen  | 470      | 305       | 185           | 100            | 55        | 1         | 25 | 18 | 13 | 1  |
| čtyřhra žen  | 470      | 305       | 185           | 100            | 1         |           |    |    |    |    |

### Finanční odměny
| Soutěž                   | vítězové | finalisté | semifinalisté | čtvrtfinalisté | 16 v kole | 32 v kole | Q3     | Q2     | Q1     |
| ------------------------ | -------- | --------- | ------------- | -------------- | --------- | --------- | ------ | ------ | ------ |
| dvouhra mužů             | $72 000  | $37 900   | $20 545       | $11 705        | $6 900    | $4 085    | $1 840 | $920   |        |
| čtyřhra mužů             | $21 850  | $11 500   | $6 230        | $3 570         | $2 090    |           |        |        |        |
| dvouhra žen              | $193 210 | $103 850  | $55 306       | $22 483        | $12 077   | $6 587    | $3 435 | $1 830 | $1 025 |
| čtyřhra žen              | $45 990  | $24 518   | $13 419       | $6 830         | $3 702    |           |        |        |        |
| ve čtyřhře částka na pár |          |           |               |                |           |           |        |        |        |

## Dvouhra mužů

### Nasazení
| Stát                             | Hráč          | ATP | Nasazení |
| -------------------------------- | ------------- | --- | -------- |
| Švýcarsko                        | Roger Federer | 3.  | 1.       |
| Japonsko                         | Kei Nišikori  | 8.  | 2.       |
| Chorvatsko                       | Marin Čilić   | 13. | 3.       |
| Kanada                           | Milos Raonic  | 14. | 4.       |
| Francie                          | Gilles Simon  | 15. | 5.       |
| Belgie                           | David Goffin  | 16. | 6.       |
| Austrálie                        | Bernard Tomic | 18. | 7.       |
| Rakousko                         | Dominic Thiem | 20. | 8.       |
| Žebříček ATP k 28. prosinci 2015 |               |     |          |

### Jiné formy účasti
Následující hráčí obdrželi divokou kartu do hlavní soutěže:
- Ben Mitchell [9]
- James Duckworth [10]
- John-Patrick Smith

Následující hráč získal účast v hlavní soutěži pro žebříčkovou ochranu:
- Radek Štěpánek

Následující hráči postoupili z kvalifikace:
- Oliver Anderson
- Ivan Dodig
- Tobias Kamke
- Jošihito Nišioka

### Odhlášení
před zahájením turnaje
- Jerzy Janowicz → nahradil jej Dušan Lajović
- Sam Querrey → nahradil jej Lucas Pouille

## Mužská čtyřhra

### Nasazení
| Stát                                                                                      | Hráč                  | Stát      | Hráč             | WTA | Nasazení |
| ----------------------------------------------------------------------------------------- | --------------------- | --------- | ---------------- | --- | -------- |
| Francie                                                                                   | Pierre-Hugues Herbert | Francie   | Nicolas Mahut    | 26. | 1.       |
| Finsko                                                                                    | Henri Kontinen        | Austrálie | John Peers       | 39. | 2.       |
| Polsko                                                                                    | Łukasz Kubot          | Polsko    | Marcin Matkowski | 45. | 3.       |
| Spojené království                                                                        | Dominic Inglot        | Švédsko   | Robert Lindstedt | 49. | 4.       |
| Žebříček ATP k 28. prosinci 2015; číslo je součtem žebříčkového postavení obou členů páru |                       |           |                  |     |          |

### Jiné formy účasti
Následující páry obdržely divokou kartu do hlavní soutěže:
- James Duckworth /  Chris Guccione
- Matt Reid /  John-Patrick Smith

### Odhlášení
v průběhu turnaje
- Grigor Dimitrov (bolestivé rameno)

## Ženská dvouhra

### Nasazení
| Stát                             | Hráčka                    | WTA | Nasazení |
| -------------------------------- | ------------------------- | --- | -------- |
| Rumunsko                         | Simona Halepová           | 2.  | 1.       |
| Španělsko                        | Garbiñe Muguruzaová       | 3.  | 2.       |
| Rusko                            | Maria Šarapovová          | 4.  | 3.       |
| Německo                          | Angelique Kerberová       | 10. | 4.       |
| Švýcarsko                        | Timea Bacsinszká          | 12. | 5.       |
| Španělsko                        | Carla Suárezová Navarrová | 13. | 6.       |
| Švýcarsko                        | Belinda Bencicová         | 14. | 7.       |
| Itálie                           | Roberta Vinciová          | 15. | 8.       |
| Žebříček WTA k 28. prosinci 2015 |                           |     |          |

### Jiné formy účasti
Následující hráčky obdržely divokou kartu do hlavní soutěže:
- Priscilla Honová[11]
- Ajla Tomljanovićová

Následující hráčky postoupily z kvalifikace:
- Kateryna Bondarenková
- Jana Čepelová
- Samantha Crawfordová
- Jelena Vesninová

### Odhlášení
před zahájením turnaje
- Simona Halepová (zánět Achillovy šlachy) → nahradila ji Ysaline Bonaventureová
- Maria Šarapovová (poranění paže) → nahradila ji Margarita Gasparjanová

### Skrečování
- Garbiñe Muguruzaová (poranění levé nohy)

## Ženská čtyřhra

### Nasazení
| Stát                                                                                       | Hráčka                     | Stát             | Hráčka             | WTA | Nasazení |
| ------------------------------------------------------------------------------------------ | -------------------------- | ---------------- | ------------------ | --- | -------- |
| Švýcarsko                                                                                  | Martina Hingisová          | Indie            | Sania Mirzaová     | 3.  | 1.       |
| Čínská Tchaj-pej                                                                           | Čan Chao-čching            | Čínská Tchaj-pej | Čan Jung-žan       | 19. | 2.       |
| Rusko                                                                                      | Anastasija Pavljučenkovová | Rusko            | Jelena Vesninová   | 35. | 3.       |
| Slovinsko                                                                                  | Andreja Klepačová          | Rusko            | Alla Kudrjavcevová | 54. | 4.       |
| Žebříček WTA k 28. prosinci 2015; číslo je součtem žebříčkového postavení obou členek páru |                            |                  |                    |     |          |

### Jiné formy účasti
Následující páry obdržely divokou kartu:
- Priscilla Honová /  Ajla Tomljanovićová
- Angelique Kerberová /  Andrea Petkovicová

Následující pár nastoupil do čtyřhry z pozice náhradníka:
- Šachar Pe'erová /  Maria Sanchezová

### Odhlášení
před zahájením turnaje
- Ajla Tomljanovićová (zranění břišního svalstva)

## Přehled finále

### Mužská dvouhra
- Milos Raonic vs.  Roger Federer, 6–4, 6–4

### Ženská dvouhra
- Viktoria Azarenková vs.  Angelique Kerberová 6–3, 6–1

### Mužská čtyřhra
- Henri Kontinen /  John Peers vs.  James Duckworth /  Chris Guccione, 7–6(7–4), 6–1

### Ženská čtyřhra
- Martina Hingisová /  Sania Mirzaová vs.  Angelique Kerberová /  Andrea Petkovicová, 7–5, 6–1